# Justin Robinson (cestista 1987)
Justin Robinson (Londra, 17 ottobre 1987) è un cestista britannico.

## Carriera
Ha vestito la maglia della Gran Bretagna agli Europei 2013.